# Olivensa megacephala
Olivensa megacephala là một loài bọ cánh cứng trong họ Cerambycidae.